# Rattus argentiventer saturnus
Rattus argentiventer saturnus is een ondersoort van de rat Rattus argentiventer die voorkomt op het Indonesische eiland Soemba. Deze ondersoort is iets groter dan alle andere ondersoorten. De rugvacht is geelbruin, de buikvacht zilvergrijs. Jongere exemplaren hebben oranje "borstels" aan de oren.